# Каменск (Брянская область)
Каменск — деревня в Суражском районе Брянской области России. Входит в состав Кулажского сельского поселения.

## География
Деревня находится в северо-западной части Брянской области, в зоне хвойно-широколиственных лесов, в пределах части Приднепровской низменности, при автодороге 15К-2702, на расстоянии примерно 4 километров (по прямой) к юго-востоку от города Суража, административного центра района. Абсолютная высота — 188 метров над уровнем моря.

### Климат
Климат характеризуется как умеренно континентальный с достаточным увлажнением, тёплым летом и умеренно холодной зимой. Среднегодовая многолетняя температура воздуха составляет 5,4 °С. Средняя температура воздуха самого тёплого месяца (июля) — 18,1 °C (абсолютный максимум — 37 °C); самого холодного (января) — −8 — −7,5 °C (абсолютный минимум — −37 °C). Период активной вегетации растений (с температурой выше 10°С) составляет 144 дня. Среднегодовое количество атмосферных осадков составляет 554 мм, из которых большая часть (285 мм) выпадает в тёплый период. Снежный покров держится в течение 120—130 дней.

### Часовой пояс
Деревня Каменск, как и вся Брянская область, находится в часовой зоне МСК (московское время). Смещение применяемого времени относительно UTC составляет +3:00.

## История
Основана в середине XVIII века Завадовскими, во владении которых и оставалась (казачьего населения не имела), 
до 1781 входила в Мглинскую сотню. 
С 1782 по 1921 в Суражском уезде (с 1861 - в составе Ляличской волости); 
в 1921-1929 в Клинцовском уезде (Ляличская, с 1924 Суражская волость). С 1930-х годов по 1976 в Ляличском сельсовете, 
в 1976-1992 в Старокисловском, 
в 1992-2005 - центр Каменского сельсовета. 
В 1970 году к деревне присоединен поселок Романовка.

## Население
| 2010 | 2013 |
| ---- | ---- |
| 356  | ↗424 |

### Национальный состав
630 человек (1901), в национальной структуре населения русские составляли 99 % из 380 человек (2002).